# 壮泉四十

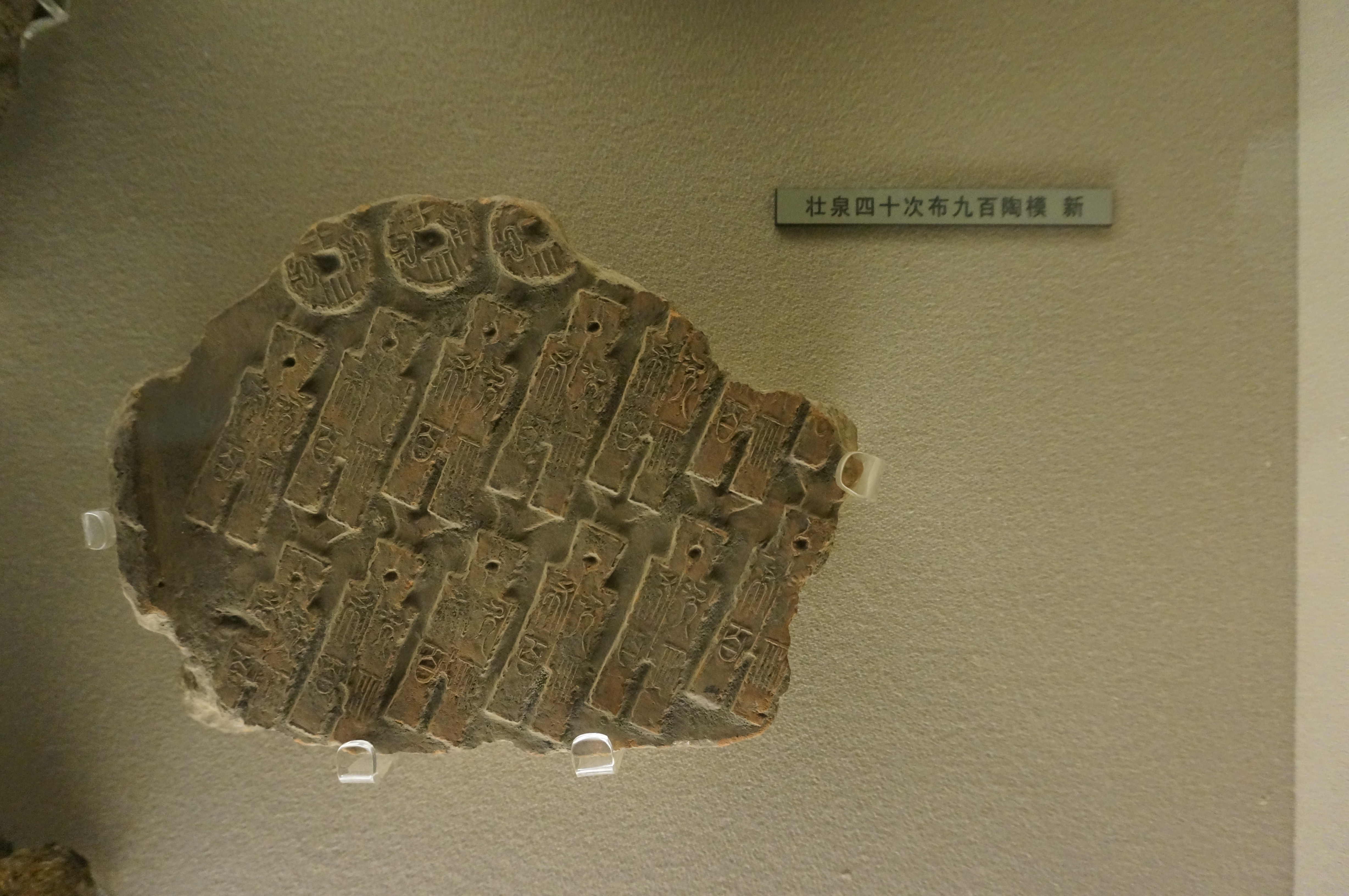
新朝壮泉四十次布九百陶模，上海博物馆藏

壯泉四十為王莽始建國二年（公元10年），推行第三次幣制改革的產物。與小泉直一、幺泉一十、幼泉二十、中泉三十、大泉五十并稱為「六泉」，錢徑23mm左右，面值為四十枚小泉直一，是一種不足值貨幣，而且鑄行量很少，存世稀見。